# Biblioteca Nazionale Marciana

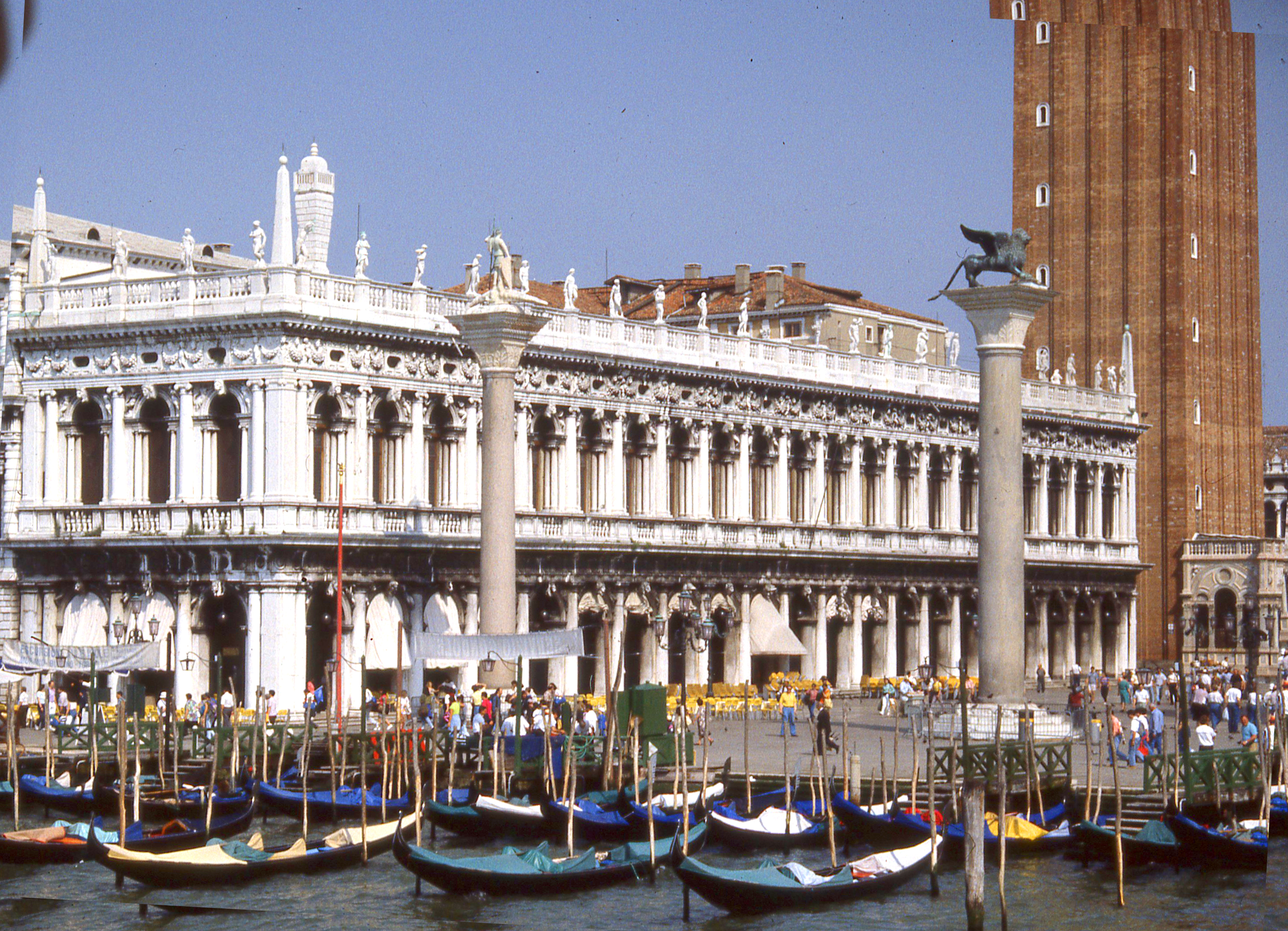
A Libreria a velencei Szent Márk téren

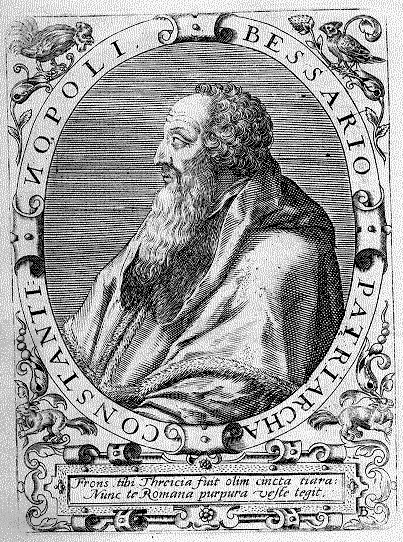
Bessarion bíboros

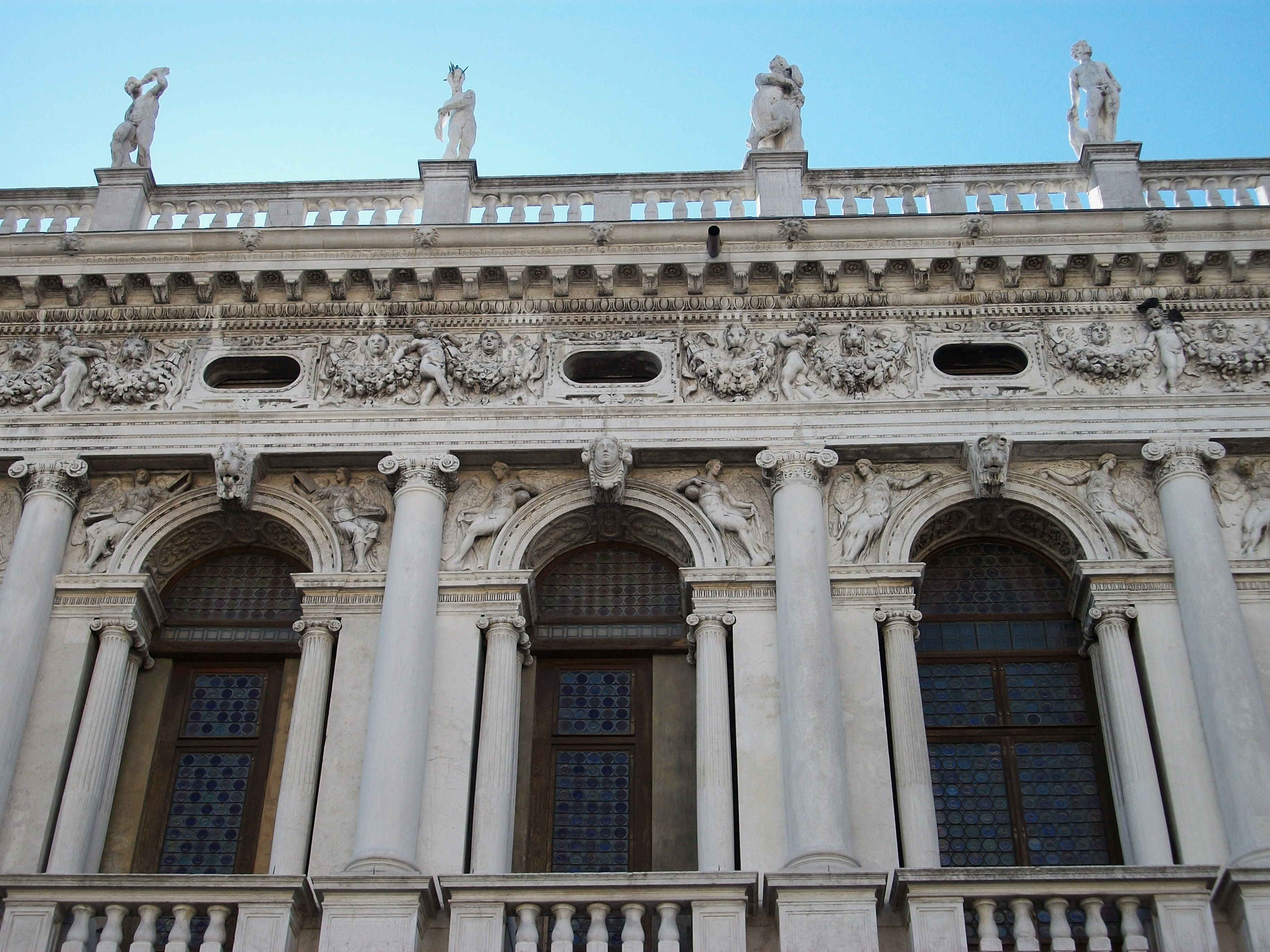
A homlokzat részlete

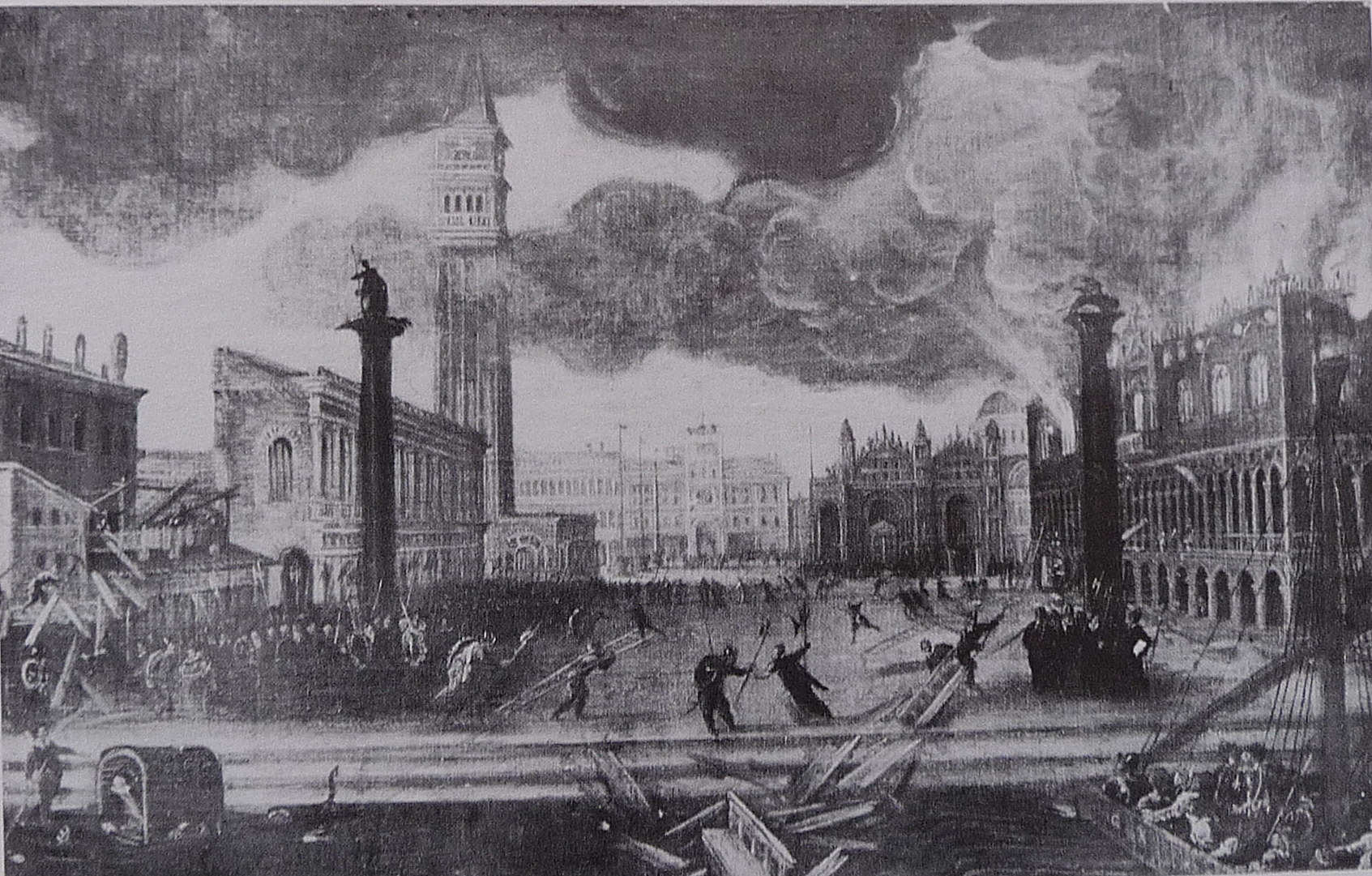
A Piazzetta az 1577-es tűzvész idején a félig kész Libreriával

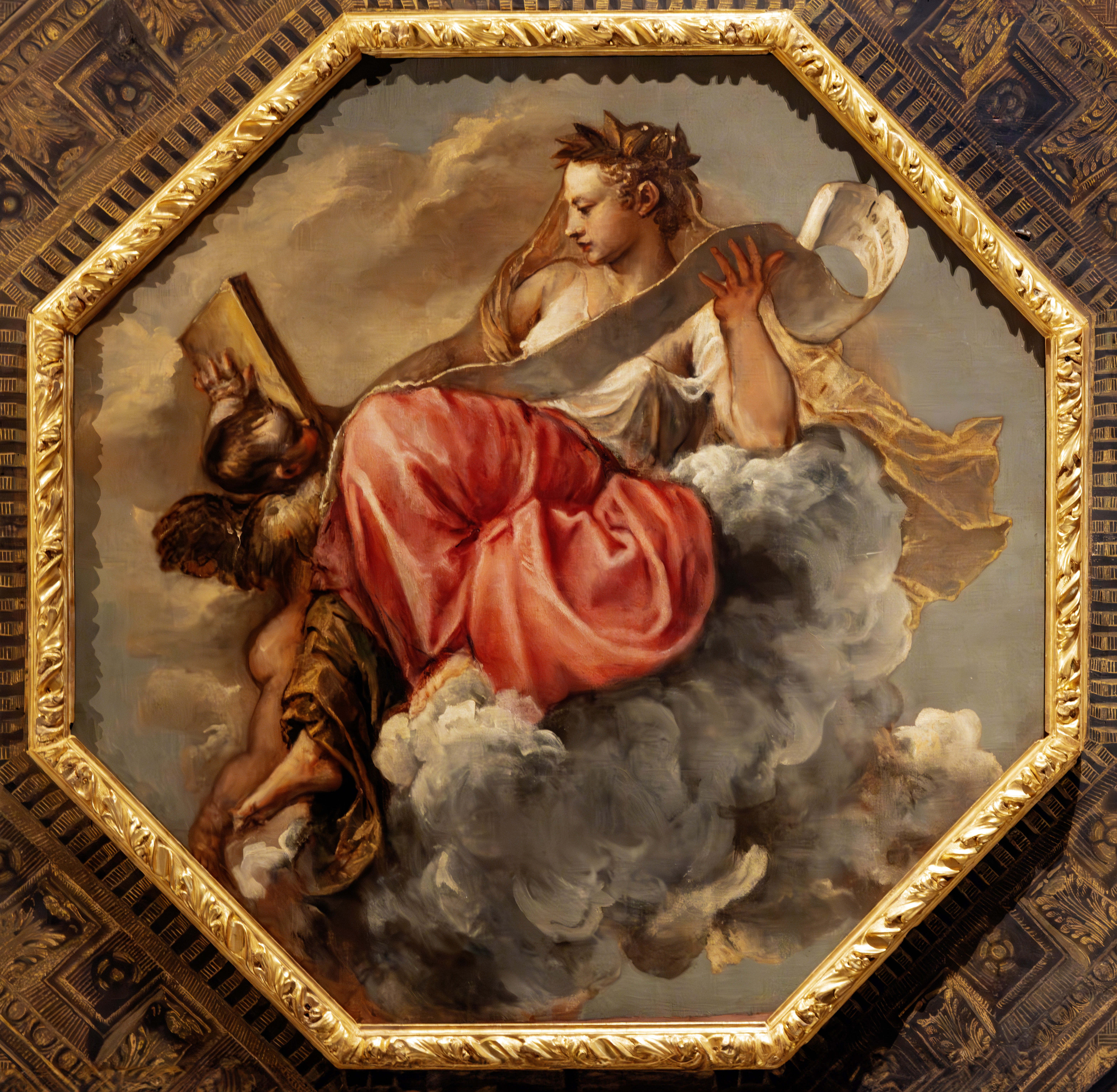
Tiziano: A Bölcsesség allegóriája, Előcsarnok

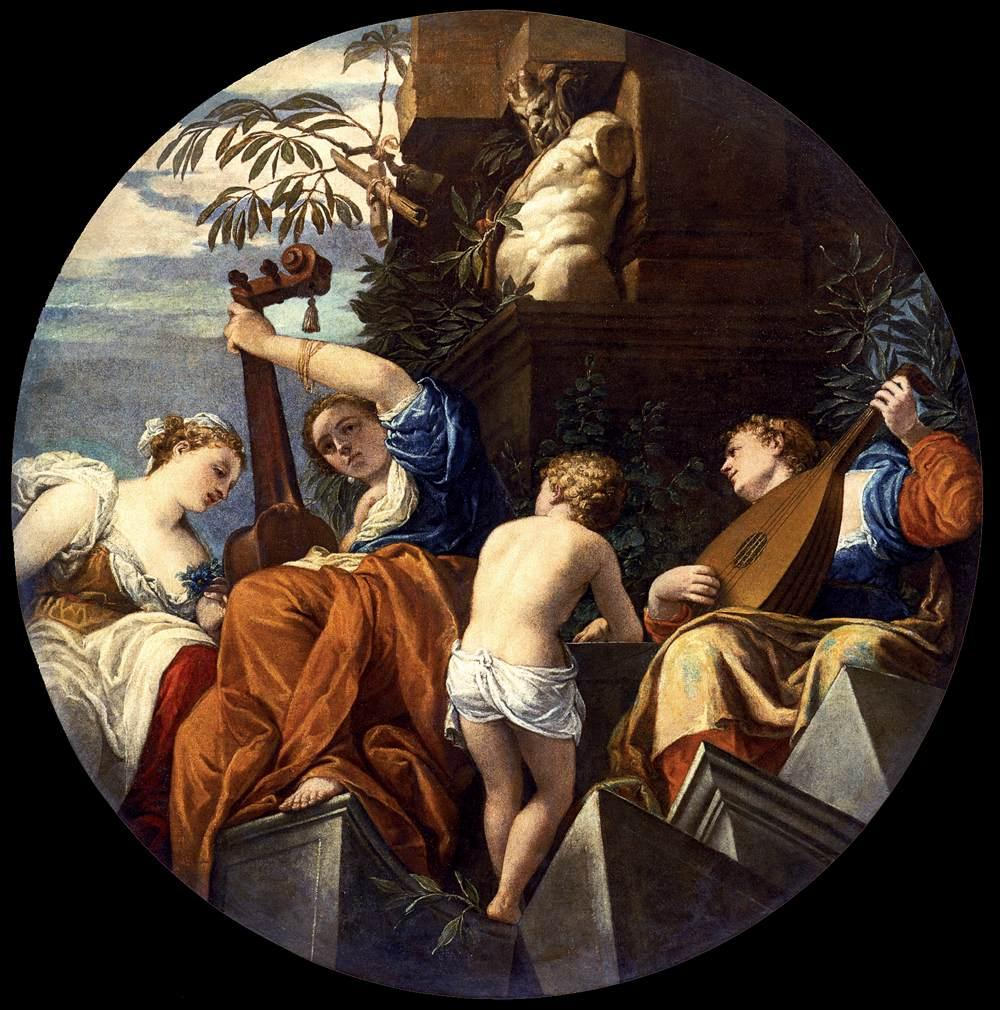
Paolo Veronese: Múzsák, Olvasóterem

A Biblioteca Nazionale Marciana, Libreria marciana vagy egyszerűen Libreria nevű  könyvtárépület az olaszországi Velence város központjában, a Szent Márk téren áll. Időnként tervezőjére, Jacopo Sansovinóra utalva Libreria sansovianának is nevezik, így egyike a kevés olyan épületnek, amelyet alkotójáról neveztek el. A Piazzetta nyugati oldalát foglalja el, hosszabb oldala párhuzamosan fut a vele szemben álló Dózsepalota oldalhomlokzatával.
A könyvtárnak szánt palota építését Jacopo Sansovino kezdte el 1536-ban, majd a tizenhatodik árkád felépítéskor az építész halála után a munkálatok irányítását Vincenzo Scamozzinak adták át, aki az épületet 1591-ben fejezte be. A könyvtár árkádos reneszánsz homlokzata a római Marcellus-színház és a Donato Bramante által tervezett épületek mintáját követi. Az építkezés a Szent Márk tér nagyszabású átalakításának része volt. Sansovino úgy tervezte az épületet, hogy a korábban teljesen körbeépített Campanile ezentúl szabadon álljon. Így a téren tartózkodók tekintete a Szent Márk-székesegyházra irányult, ezenkívül a tér minden pontjáról láthatóvá vált a Dózsepalota egy része is.

## Előzmények
Az épületet azért emelték, hogy méltóképpen el tudják helyezni Bessarion bíboros hagyatékát. A bíboros halála előtt négy évvel, 1468-ban adományozta felbecsülhetetlen értékű kéziratgyűjteményét Velencének, hálából azért, hogy a város vezetése menedéket adott neki, amikor a törökök elfoglalták Bizáncot. Bessarion kikötötte, hogy hagyatéka mindenki számára hozzáférhető kell, hogy legyen. Ez szokatlan volt abban az időben, mert az átlagos könyvtárak nem voltak publikusak, így a könyvekhez csak egy szűk réteg férhetett hozzá. Jelenleg a könyvtár gyűjteménye több százezer kötetből áll, közülük kiemelkedik a Grimani breviárium, Fra' Mauro világtérképe 1450-ből, latin és görög nyelvű kódexek és Marino Sanudo történetíró naplója.
Az elhatározás, hogy az új könyvtárat a Piazzettán építik fel, majdnem fél évszázados döntésképtelenség után született meg. A tény, hogy Bessarion bíboros végrendeletét ilyen sokáig nem teljesítették, botrányos eseménynek számított. Az, hogy Velence ebben az időben a görög szerzők tanulmányozásának egyik központja volt, csak még kínosabbá tette az esetet. A bíboros hagyatéka körülbelül ötszáz görög nyelvű kéziratot tartalmazott, így egyike volt a leggazdagabb gyűjteményeknek. Bessarion végakaratában az szerepelt, hogy a prokurátoroknak a gyűjtemény számára a Szent Márk-székesegyházban, vagy nagyon közel hozzá kellett helyet biztosítaniuk.
A kéziratokat először a Dózse-palota mellett tárolták egy szobában, de mivel a hely amit elfoglalt túl értékes volt, még az is felmerült, hogy az egész hagyatékot a Santi Giovanni e Paolo-templom kolostorának adományozzák. 1515-ben azt is fontolóra vették, hogy a könyvtárat a Szent Márk tér északi részén álló Régi prokuráciák épületrészben alakítják ki, de a Cambrai Liga háború után erre nem voltak meg a szükséges anyagi források. 1531-ben a kéziratokat, amelyeket még mindig ládákban tároltak, a Dózse-palotából átszállították a Szent Márk-székesegyház egyik emeleti helyiségébe. Ekkorra a kéziratok egy része károsodott, néhány közülük el is tűnt, így sürgetővé vált a megmaradt darabok végleges és biztonságos elhelyezése.
Vettor Grimani prokurátor, aki Sansovino egyik közeli barátja volt, Pietro Bembóval a város új könyvtárosával együtt igyekezett a többi prokurátort meggyőzni az új könyvtár mihamarabbi felépítéséről. Vettor Grimani a korábban uralkodott Antonio Grimani dózse unokája volt, és annak a Domenico Grimaninak az unokaöccse, aki korábban Rómában már megbízásokat adott az építésznek. 1532 áprilisában sikerült a prokurátorokat meggyőzni, ezenkívül Bembo, aki szintén Sansovino barátja volt közbenjárt Andrea Gritti dózsénál az érdekében, így megindulhattak az építkezés előkészületei.
Bembót 1530-ban nevezték ki könyvtárosnak, ezután rengeteg energiát fordított arra, hogy kölcsönvett, de vissza nem szolgáltatott kéziratokat visszaszerezze, ezenkívül az iratok védelme érdekében igyekezett a kölcsönzést a legminimálisabb szintre csökkenteni. Rajongott az ókori kultúráért, így nagyon zavarta, hogy a bíboros megfizethetetlenül értékes gyűjteményének nincs végleges helye. Ezenkívül érdekelte az építészet is, így az új könyvtár építésének egyik leglelkesebb támogatójává vált.

## Építéstörténet
1536-ban Sansovino egy háromszintes épületre kapott megbízást a prokurátoroktól, és csak a munkálatok megkezdése után egy hónappal döntötték el véglegesen, hogy az új épületben fogják elhelyezni Bessarion hagyatékát. Az, hogy végül az épület miért lett csak kétszintes, nem derül ki a forrásokból. A munkálatokat 1537 februárjában kezdték el. A prokurátorok könyveléséből kiderül, hogy a következő három évben folyamatosan dolgoztak, mégis csak az épület egy kis része készült el.
A 12. század végétől a prokurácia birtokában voltak a jelenlegi épület helyén álló fogadók, és a lagúna felőli oldalon kialakított húspiac. A területen álló öt fogadó közül csak az egyik, a Pellegrin egy részét bontották le, a többi épületet anyagi okokból ideiglenesen a helyükön hagyták. A prokuráciának jövedelme jelentős részét tette ki a bérleti díjakból befolyt összeg, ezért döntöttek a részleges lebontás mellett. Ezenkívül a prokurátoroknak törvényben foglalt kötelességük volt legalább három fogadót üzemeltetni a Szent Márk téren vagy annak közvetlen közelében. A Pellegrin fogadót teljesen csak 1544-ben bontották le, mialatt néhány házat a tér mellett fogadóvá és boltokká alakítottak, így növelve a prokurácia jövedelmét, amelyből az építkezést finanszírozták.
1545. december 18-án éjjel a Campaniléhez legközelebb eső árkádnál az Olvasóterem mennyezetének egy része leomlott. Az omlást valószínűleg az erős fagy és a túl hamar lebontott állvány okozta. Sansovinót azonnal bebörtönözték, és bár barátai, Tiziano, Pietro Aretino és egy bizonyos Mendoza, V. Károly császár követének közbenjárására hamar kiszabadult, az eset komoly törést okozott az építész karrierjében. A prokutárorok megvonták tőle évi fizetését és csak két évvel később kezdték el újra folyósítani. Ezenkívül kötelezték arra is, hogy saját költségén hozassa rendbe a beomlott épületrészt. A kárt 800-1000 dukátra becsülték, amely töredéke volt az épületre addig ráfordított összegnek, viszont ahhoz túl jelentős volt, hogy Sansovino ki tudja fizetni. Ezért húsz évig tartozott a prokuráciának, adósságát csak akkor, egy nagyobb, szobrokra vonatkozó megrendeléskor tudta kiegyenlíteni.
1546 végén a prokurátorok háromszáz dukát kölcsönt vettek fel, amelyből kifizették az épület tetejét, így az árkádok alatt boltokat alakíthattak ki, amely újabb bevételeket hozott. 1550-ben lebontották és átköltöztették a két következő fogadót, ami újabb évenkénti négyszáz dukát bevételnövekedést eredményezett. Így teljesítették kötelességüket is a három fenntartandó fogadóra vonatkozóan. A fennmaradt két fogadót is lebontották és csak az 1570-es években nyitották meg újra.
1551-től a prokurátorok évenként kijelöltek maguk közül egy tisztviselőt, aki kiemelt figyelmet fordított az építkezés ellenőrzésére, mert kellemetlen volt a számukra, hogy egy ilyen nagy jelentőségű feladatot évtizedek alatt sem tudtak befejezni. Ezért a munkálatokra félretett évi ezerkétszáz dukát mellett új anyagi források után néztek. Eladták néhány kisebb bevételt hozó birtokukat, bérbe adtak ingatlanokat és behajtottak függőben lévő tartozásokat. Ennek köszönhetően 1551 és 1554 között kétszer akkora épületrész készült el, mint a megelőző tizennégy évben. 1554-ben tizennégy, két évvel később már tizenhat árkád állt készen.
Sansovino 1570-ben bekövetkezett halála után a munkálatok anyagi okokból megakadtak, és az utolsó öt árkádot csak 1588 és 1591 építették meg Vincenzo Scammozi irányítása alatt. Az épületnek ebben az utoljára elkészült részében alakították ki a prokurácia új irodáit. Az könyvtár a kortársak körében rendkívül népszerű volt, Palladio szerint a leggazdagabban díszített épület volt, amit a klasszikus ókor óta emeltek.

## A könyvtár külseje
Az isztriai kővel díszített épület huszonegy árkádos részből áll. Nyugati oldala a pénzverdéhez, a Zeccához csatlakozik, amelyet Sansovino ugyanebben az időben épített újjá. A kétszintes homlokzat alsó szintje árkádok sorából áll, díszítésére az alsó szinten dór a felsőn jón stílusú oszlopokat használtak fel. Sansovinno különös gondot fordított a sarkok megtervezésére, a gyámpárkány és a metopé kialakítására. Az épületnek ez a része a Campanile 1902-es összeomlásakor megsérült. Az emeleti ablakokat jón árkádok szegélyezik. A Serliana-motívumot összekapcsolódó páros oszlopok alkotják, amelyeket Sansovino az íveket szegélyező félpillérek mentén befelé fordított. A könyvtár erről az oldalról, a nagyméretű ablakokon keresztül kap fényt. A homlokzaton végigfutó széles fríz római mintákat követ, a rajta levő domborművek gyümölcsökkel megrakott girlandokat tartó puttókat ábrázolnak. A fríz vastag füzérdíszeiben rejtett világítóablakok nyílnak. A homlokzat tetején álló balusztrádot pogány isteneket ábrázoló szobrokkal díszítették, amelyeket többek között Camillo Mariani, Agostino és Virgilio Rubini, Girolamo Campagna és Tiziano Aspetti faragott 1586 és 1591 között. A homlokzat könnyen megmunkálható isztriai kőből készült, amelyet a velencei gályákon olcsón és nagy mennyiségben tudtak a városba szállítani. Erőteljes fény-árnyék hatásaival az épület szakít a késői gótikus-neobizánci polikróm építészeti stílussal.
A homlokzat külső szobrászati díszítése Alessandro Vittoria, Bartolomeo Ammanati, Danese Cattaneo és Pietro da Salo munkája. A homlokzat nem tölt be statikai funkciót, kizárólag az épület díszítésére szolgál. Az ikonográfiai program kidolgozója ismeretlen, de nagyon valószínű, hogy részt vett benne Pietro Bembo, Vettor Grimani, és Girolamo de Bardi firenzei kanonok, aki a balusztrád szoborgalériájának összeállítására kapott megbízást. Az íveken az oroszlánfejes zárókövek és a Szent Márk szárnyas oroszlánjával díszített metopék a Velencei Köztársaság erejét jelképezik. A földszinti portikusz csegelyeiben folyókat jelképező alakok kaptak helyet, a felső szinten ezeket az alakokat szárnyas győzelemistennők szobraival helyettesítették. A szobrok és a girlandos fríz bizonyítékai annak, hogy az eredetileg szobrásznak tanult Sansovino könnyedén tudta összekapcsolni az építészeti és szobrászati elemeket.

## A belső tér
Az 1550-es években elkezdték az épület belső díszítését, hogy a könyvtárt végre meg tudják nyitni. Első lépésként 1553-ban elkészült az Olvasóterem márvánnyal díszített bejárata. Az alsó szinten az eredeti főbejáratot két kariatida szobor szegélyezi. A jobb oldali szobor övén Alessandro Vittoria monogramja látható, de valójában mindkettőt tanítványai, Lorenzo és Giacomo Rubini faragták. A monumentális lépcsőház mintája a Doge-palotában található Scala d'Oro (Aranylépcső) lehetett. A stukkódíszítést Alessandro Vittoria készítette 1556 és 1559 között. A Szabad művészeteket, az Évszakokat és az Erényeket ábrázoló freskók Giambattista Franco és Battista d'Angelo alkotásai. A lépcső felső pihenőjéből nyíló előtérben őrzik a könyvtár gyűjteményének egyik legértékesebb darabját, Fra' Mauro 15. század közepén rajzolt világtérképét.

### Az Előcsarnok
Az Előcsarnok díszítése 1559-ben kezdődött, a mennyezetfreskókat egy bresciai testvérpár Cristforo és Stefano Rosa festette. A keretekben elhelyezett vászonképek között látható Tiziano 1560-ban készült alkotása, a Bölcsesség allegóriája. A festmények és a bútorok készítése még az 1560-as években is tartott, de Sansovino 1570-ben bekövetkezett halálakor az Előcsarnok és az Olvasóterem gyakorlatilag készen állt. Eredetileg ebben a teremben volt a fiatal nemesek iskolája, a Scuola dei Nobili, ahol latin és görög nyelven írt műveket tanulmányoztak. Az itt lévő iskolában két állami pénzen foglalkoztatott tanár oktatott. 1596-ban itt helyezték el Federico Contarini a könyvtárnak adományozott szoborgyűjteményét. Ekkor a termet átalakították, csak a mennyezet díszítését hagyták változatlanul. Az oldalfalak stukkódíszítését és festményeit, Vincenzo Scamozzi korinthoszi pilaszterekkel díszített fülkékkel helyettesítette.

### Az Olvasóterem
Az Előcsarnokból nyílik az Olvasóterem vagy más néven a Salone, amely hét árkádnyi területet foglal el az épület Campanile felé eső oldalán. Az aranyozott famennyezetet Giambattista Franco készítette 1555 és 1559 között. A mennyezeten három sávban hét-hét vászonképet helyeztek el, amelyek a művelt arisztokrata erényeit és kedvelt foglalatosságait mutatják be. A mennyezet látható képekre 1556-ban adtak megbízást a Tiziano és Sansovino által kiválasztott művészeknek. A festményeket Paolo Veronese, Giovanni Demio, Giuseppe Porta, Giambattista Franco, Giulio Licinio, Giambattista Zelotti és Andrea Meldolla készítette. A legjobb festményért járó aranyláncot Veronese kapta meg az 1556 és 1557 között festett Múzsák című alkotásáért. A teremben eredetileg asztalok sora állt, hasonlóan elrendezve mint a templomok padsorai. A könyveket feltehetőleg azután szállították át a Szent Márk-székesegyházból, hogy elkészült a mennyezet díszítése. Annyi bizonyosnak tűnik, hogy a gyűjtemény 1564-ben már a végleges helyén volt, majdnem egy évszázaddal Bessarione halála után. 1635-ben két festményt kicseréltek Bernardo Strozzi és Alessandro Varottrari munkájára. Az oldalfalakon az ablakok között a pogány filozófusokat ábrázoló képeket Jacopo Tintoretto, Paolo Veronese, Andrea Schiavone, Benedetto Caliari, Giuseppe Salviati, Giambattista Franco és Lambert Sustris festette 1562 és 1572 között.

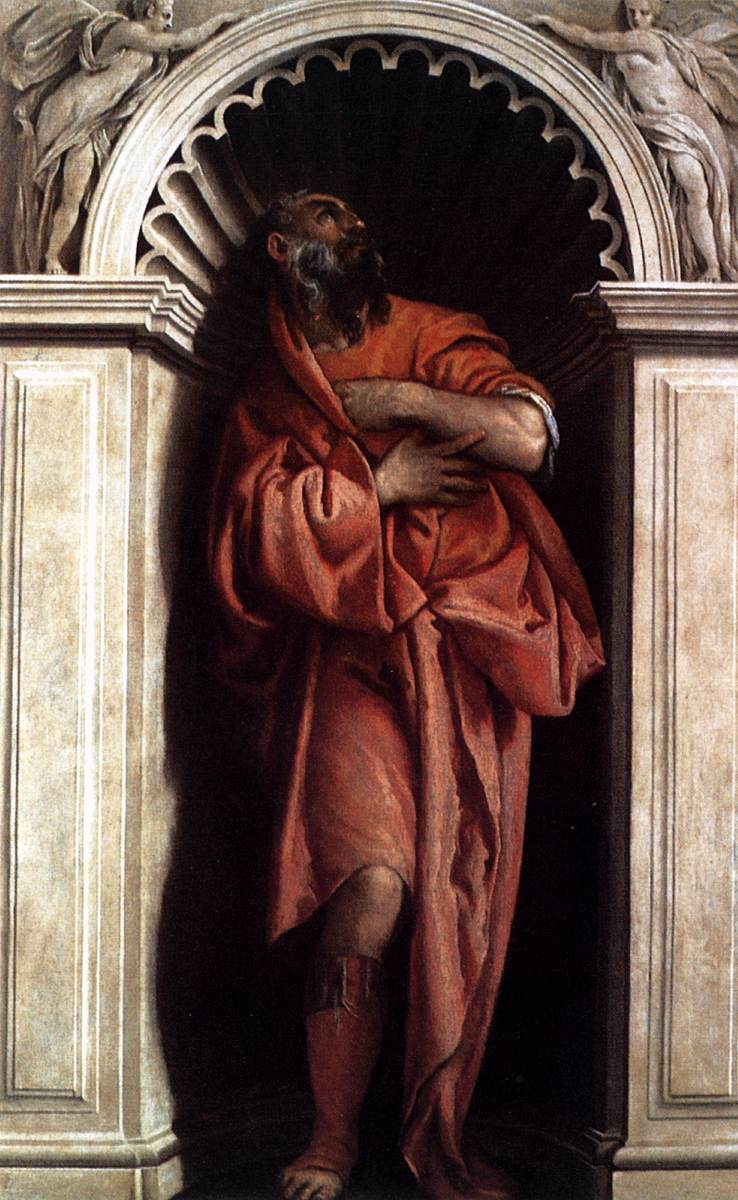
Paolo Veronese: Platón, Olvasóterem
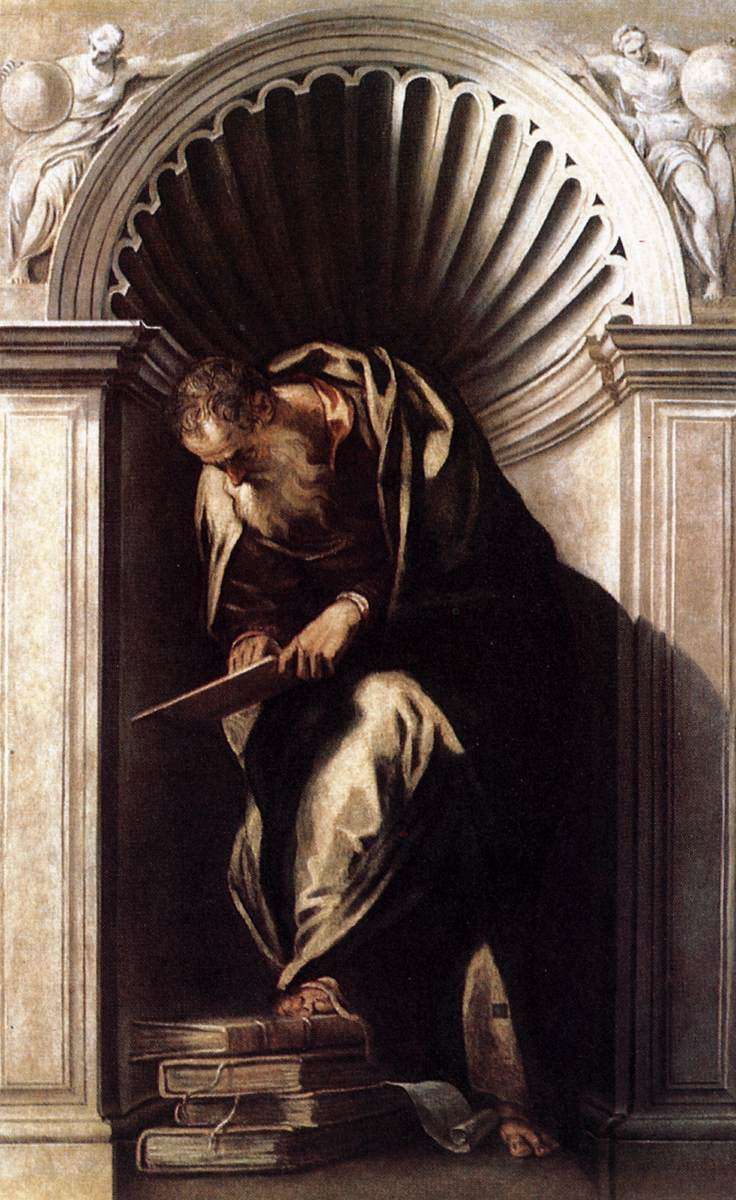
Paolo Veronese: Arisztotelész, Olvasóterem
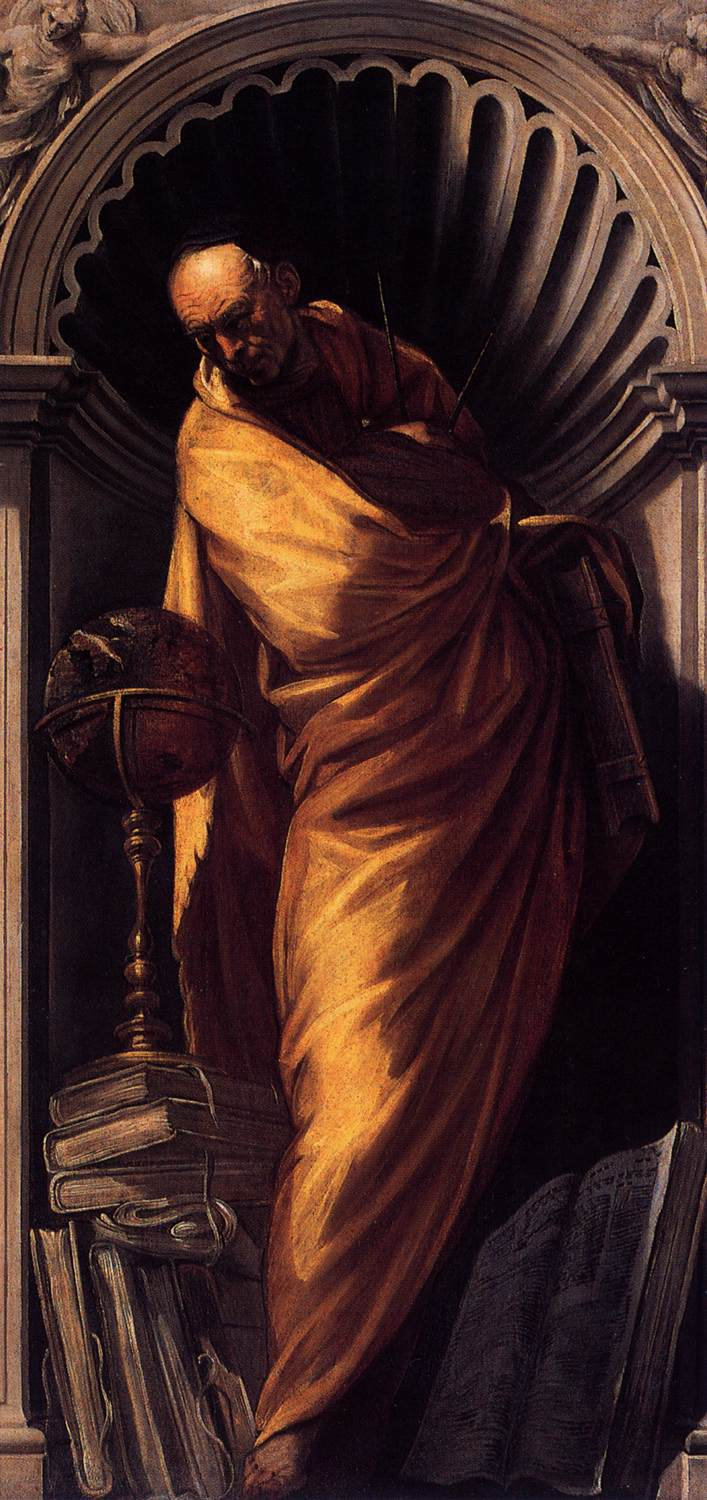
Jacopo Tintoretto: Filozófus, Olvasóterem